# Ebanização
Ebanização é o processo de tingir de preto a madeira, utilizado em tacos, assoalhos e madeira de demolição, com o objetivo é valorizar os veios da madeira sem cobri-la totalmente.
A ebanização compreende uma sequência de processos que não se limita em simplesmente tingir o piso de madeira, sendo necessário um preparo inicial com uma leve raspagem e  somente então aplicar o pigmento.